# Музыкальная комната
«Музыка́льная ко́мната» (бенг. জলসাঘর, Jalsaghar) — индийская чёрно-белая музыкальная драма 1958 года режиссёра Сатьяджита Рая. Фильм снят по одноимённому роману Тарашанкора Бондопадхая.

## Сюжет
В фильме рассказывается история обнищавшего индийского феодала. Он сидит на террасе в своём дворце в Нимтита, Бенгалия. В соседнем доме играет музыка, его сосед устроил праздник по поводу обряда инициации сына. Феодал погружается в воспоминания. Он когда-то тоже приглашал лучших музыкантов, певцов и танцоров. Но его жена и сын умерли, а сам он разорился.
Желая насолить своему соседу, который хвастается своим музыкальным вкусом, феодал организовывает грандиозный концерт, на который тратит свои последние деньги…

## В ролях
| Актёр           | Роль                  |
| --------------- | --------------------- |
| Чхаби Бисвас    | Хузур Бисвамбхар Рой  |
| Падмадеви       | Махамайя (жена Роя)   |
| Пинаки Сенгупта | Хока (сын Роя)        |
| Гангапада Басу  | Махим Гангули (сосед) |
| Тульси Лахири   | дворецкий Роя         |
| Кали Саркар     | слуга Роя             |
| Вахид Хан       | Устад Уджир Хан       |
| Рошан Кумари    | Кришна Бай (танцор)   |
| Сардар Ахтар    | певец                 |
| Бисмилла Хан    | музыкант              |

## Награды и номинации
- номинация на главный приз 1-го Московского кинофестиваля
- Серебряная медаль за лучшую музыку на 1-м Московском кинофестивале — Устад Вилайят Хан[2]
- Национальная кинопремия за второй лучший художественный фильм[3]
- Национальная кинопремия за лучший фильм на бенгальском языке[3]

## Рецензии
- Кудрявцев С. В. Музыкальный салон // 3500: книга кинорецензий. — М.: Печатный Двор, 2008. — Т. 1. А-М. — С. 679. — ISBN 978-5-9901318-1-1.
- Adnan, Ally. Classic Movie Review: Jalsaghar (англ.). Newsline (9 августа 2018).
- Chattopadhyay, Bhaskar. Jalsaghar: How Satyajit Ray, Chhabi Biswas crafted this haunting tale of moral erosion (англ.). Firstpost (11 февраля 2018).
- Ebert, Roger. The Music Room (англ.). RogerEbert.com (17 января 1999).
- Ghosh, Sankha. A ‘Jalsaghar’ tribute! When Chhabi Biswas carried Ray on his shoulders (англ.). Times of India (11 июня 2020).
- Grenier, Cynthia. Review: The Music Room (Jalsaghar) by Satyajit Ray (англ.) // Film Quarterly. — 1960. — Iss. 13 (4). — P. 42–43. — doi:10.2307/1210190.
- Jalsaghar // Encyclopedia of Indian Cinema / Edited by Ashish Rajadhyaksha, Paul Willemen. — London: British Film Institute, 1994. — P. 330. — 568 p. — ISBN 978-0-85170-455-5.